# 김장훈
김장훈(1963년 8월 14일 ~ )은 대한민국의 가수이다.

## 학력
- 홍익대학교 사범대학 부속초등학교 졸업
- 광성중학교 졸업
- 마포고등학교 중퇴
- 고등학교 졸업 학력 검정고시 합격
- 경원대학교 영어영문학과 중퇴 (명예졸업)

## 이력
김현식과 메신저라는 그룹으로 활동을 시작했다. 본격적으로 인기를 끌기 시작한 것은 1998년에 발표한 4집 이후부터이다. 김장훈은 선행을 많이 하는 연예인으로 널리 알려져있기도 하다. 그의 누적 기부액은 200억원에 달해 2002년 기자들이 뽑은 2001년 최고의 선행 연예인상을 수상하기도 했다. 2006년 광주 비엔날레 공식 가수로 위촉되었다.

## 생애 및 경력

### 어린 시절, 가요계 데뷔
김장훈은 서울특별시 마포구에서 개신교 목사인 어머니 김성애의 1남 2녀 중 막내로 태어나 고등학교를 중퇴한 뒤 고등학교 졸업학력 검정고시에 합격하였다. 그 후 경원대학교 영어영문학과를 다녔으나, 음악 활동 등을 이유로 끝내 중퇴하였다.
김장훈은 대학 시절을 전후한 시기부터 전인권과 김현식과 유재하를 흠모하고 동경하며 음악가의 꿈을 키웠다 한다. 그는 1987년 언더그라운드 라이브 클럽에서 가수로 첫 데뷔를 하였고 1991년 1집 앨범 늘 우리 사이엔을 통해 가요 분야에 정식으로 데뷔하였다.

### 기부 및 애국 활동
김장훈은 그동안 150억원 상당을 기부해왔던 선행이 알려지며 '기부천사'라는 별명을 얻었다. 그는 이런 기부금액에 비해 상대적으로 낮은 수준인 월 120만 원짜리 아파트에서 살고 있는 것으로 드러났다. 또한 그는 독도를 홍보하기 위해 기부하고, 서경덕과 함께 세계 언론사에 '일본해'로 표기된 것을 '동해' 표기로 정정요청을 하고, 월스트리트저널에 '동해' 표기가 옳다는 전면 광고를 서경덕과 함께 사비를 털어 낸 후 월스트리트 저널은 10년 만에 처음으로 일본해 보다 먼저 동해라고 표기해 그 성과가 인정받았다. 태안 기름유출 사건 때도 수억원을 기부하고, 자원봉사자들과 단체로 태안 봉사활동을 하러 수차례 가기도 하였다. 뿐만 아니라 김장훈은 대한민국의 과학기술에도 관심이 많아, 과학발전을 위해 카이스트 응원 광고를 사비로 게재하였다. 카이스트는 이러한 김장훈을 위해서 콘서트 무대장치를 설계, 설치해 주었으며, 무대 장치에 관한 수업도 실시하였다.
2010년 12월에는 10억원의 거액을 기부하면서 김장훈의 선행이 다시금 주목을 받았다. 그는 "손가락질을 받더라도 연예인의 기부는 알리는 편이 낫다"라며 자신의 소신을 밝혔다. 2000년대 중반 이후로는 대한민국 홍보 전문가로 활동하고 있는 서경덕과 함께 독도를 지키고 광고하는 데 많은 힘을 쏟고 있다. 특히 김장훈은 교과서에 독도를 자국의 영토라고 기재하려는 일본을 "얍삽하다"며 맹 비난했다. 2011년 일본에서 있었던 동일본 대지진과 관련해 김장훈이 '일본을 돕지 않겠다'고 입장을 밝히자 2011년 4월 뉴라이트전국연합은 논평을 통해 김장훈을 비난했다.
그는 이러한 애국, 기부 행위들이 알려지면서 좋은 평가를 받았다. 정치를 잘 할 것 같은 연예인 1위에 뽑히고, 대통령 표창 수여자로 선정되기까지 하였으나 김장훈은 '나보다 훌륭한 사람이 많다'는 이유로 거절하였다. 또한 김장훈은 자신의 '기부천사'이미지가 부담스럽다고 말했다.

## 논란

### 기내 흡연 사건
김장훈은 2015년 1월 15일 프랑스 드골 공항을 출발해 인천국제공항으로 향하는 비행기에서 낮 12시 30분에 흡연을 하다가 적발됐다. 1월 19일 대한민국 검찰은 김장훈에 대해 항공보안법 위반 혐의로 벌금 100만원에 약식기소했다.

### 테이큰 3 불법다운로드 논란
2015년 2월 19일 아랍어 자막의 《테이큰 3》를 다운로드한 사실을 SNS에 게재했고, 이에 네티즌들이 불법 다운로드 한 것 아니냐는 의혹을 제기하자 '합법 다운로드 한 것이라'고 해명했으나 테이큰 3의 배급사 측에서는 아랍어 자막 및 서비스는 한국에서 제공하지 않는다고 밝혔다. 이 과정에서 불법 다운로드 의혹을 제기하고 비판한 사람들을 일베저장소 회원으로 판단하고 어묵이나 먹고 감방 가라는 발언을 하여 세월호 참사 희생자들을 어묵에 빗대어 비하해 파문이 일었다. 한편 그 반면에, 다운로드 자체에 대해서는 고의성이 없어 위법이 아니라는 주장도 있다.

## 음반 목록
정규 음반
- 1991년 : 《늘 우리 사이엔》
- 1993년 : 《이제야》
- 1996년 : 《노래만 불렀지》
- 1998년 : 1998 Ballads For Tears
- 1999년 : 《바보》
- 2000년 : Innocence
- 2001년 : Natural
- 2005년 : 《조각》
- 2006년 : It`s me
- 2012년 : adieu

기타 음반
- 2004년 《이색영웅신문 with 조PD》
- 2007년 디지털싱글 〈남자라서 웃어요〉
- 2008년 디지털싱글 〈소나기〉
- 2010년 헌정앨범 《Letter to 김현식》
- 2010년 디지털싱글 〈울려줘 다시 한번 (With 싸이)〉
- 2011년 12금 프로젝트 《이별 참 나답다》
- 2012년 12금 프로젝트 II 《봄비》
- 2012년 12금 프로젝트 III 《햇살 좋은 날》
- 2012년 《김장훈의 독립군 애국가》
- 2020년 디지털싱글 〈갱생〉

## 출연 작품

### 드라마
- 1997년 《스타》(KBS2) - 사강 역
- 2012년 《넝쿨째 굴러온 당신》(KBS2) - 윤빈의 동료가수 역 (특별출연)

### 방송
- 2020년 《전국민 드루와》(MBN) 게스트
- 2019년 《마이 리틀 텔레비전2》(MBC) 게스트
- 2019년 《미스터리 음악쇼 복면가왕》(MBC) 참가자 (가왕? 무슨 형? 꽃미남 형! 꽃미남 뱀파이어)
- 2009년 《강심장》(SBS) 초대 손님
- 2008년 《무한리플 60억의 지혜》(KBS)
- 2007년 《공부의 제왕》(MBC)
- 2007년 《무릎팍도사》(MBC)[17]
- 2004년 《TV는 사랑을 싣고》 (KBS2)
- 2004년 《김장훈의 뮤직쇼》 (KBS COOL FM)
- 2001년 《만화열전 - 힙합》(MBC 라디오) 해설
- 2000년 《만화열전 - 열혈강호》(MBC 라디오) 해설
- 1998년 《쇼! 토요특급》(MBC)
- 1997년 《김장훈의 우리들》 (CBS 라디오)
- 1996년 《가족오락관》 (KBS2)

### 영화
- 2002년 《몽중인》 - 본인 역
- 2002년 《긴급조치 19호》 - 김장훈 역
- 2006년 《라디오 스타》 - 본인 역 (특별출연)
- 2008년 《미안하다 독도야》 - 내레이션 역

### CF
- 2001년 LG유플러스 국제전화002
- 2002년 라이코스
- 2004년 한국지엠 마티즈2
- 2004년 롯데제과 위즐
- 2004년 SK텔레콤 TING
- 2006년 한국맥도날드 빅테이스티
- 2008년 동화약품 후시딘
- 2008년 에치와이
- 2009년 페리카나
- 2010년 서울주택도시공사
- 2010년 SK텔레콤 생각대로T
- 2010년 유한양행 삐콤씨
- 2010년 푸르밀 비피더스
- 2011년 통계청
- 2011년 새마을금고

## 서훈
- 2013년 국민훈장 동백장(3등급)

## 가요 프로그램 1위
| 연도   | 수상 내역                               |
| ------ | --------------------------------------- |
| 2001년 | - 혼잣말 - 2월 1일 KBS 《뮤직뱅크》 1위 |

## 출생 관련 사항
일반적으로 많은 사람들이 알고 있는 김장훈의 출생연도는 1967년이지만, 사실 해당 출생년은 방송용 및 활동을 위함에 불과한 것이다. 실제 김장훈의 출생연도는 1963년이다.

## 기타 사항
- 김장훈의 어머니인 김성애 목사는 가수 김현식의 어머니인 류진희 여사와 사적으로 아는 사이였다 한다.

### 참조주
1. ↑  김장훈 16년 기부총액 공개 1500만 유로 200억원 스타뉴스 2014년 12월 11일
2. ↑  “국민일보 보도 매스컴 자료”. 2014년 8월 12일에 원본 문서에서 보존된 문서. 2012년 10월 12일에 확인함.
3. ↑  기부액 110억, 김장훈 왜 대단할까? 마이데일리 2010년 12월 16일
4. ↑  여창용 기자 (2008년 2월 20일). “'기부천사' 김장훈, 월세집 살며 40억선행”. 스포츠서울. 2009년 12월 15일에 확인함.
5. ↑  “기부천사' 김장훈, 16일 독도기금 3억 쾌척”. 스타뉴스. 2009년 11월 16일. 2009년 12월 15일에 확인함.
6. ↑  심수미 기자 (2009년 11월 4일). “김장훈-서경덕, 세계 언론사에 동해 표기정정 요청”. 일간스포츠. 2009년 12월 15일에 확인함.[깨진 링크(과거 내용 찾기)]
7. ↑  이승우 기자 (2009년 10월 20일). “김장훈 후원 한 몫.. 월스트리트저널 10년 만에 동해 첫 표기”. 조선일보. 2009년 12월 15일에 확인함.[깨진 링크(과거 내용 찾기)]
8. ↑  구혜진 기자 (2008년 2월 12일). “김장훈，태안에 5억 쾌척…일회성 봉사 지탄”. 쿠키뉴스. 2009년 12월 15일에 확인함.
9. ↑  전영화 기자 (2009년 1월 14일). “김장훈, 과학 발전 위해 카이스트 응원 광고 신문 게재”. 스타뉴스. 2009년 12월 19일에 확인함.
10. ↑  이언혁 기자 (2009년 11월 24일). “장훈 “카이스트에 나를 주제로 한 강의 있다” 깜짝고백”. 뉴스엔. 2009년 12월 19일에 확인함.
11. ↑  또10억' 김장훈 "공개기부, 온기를 나누고파" 스타뉴스 2010년 12월 16일
12. ↑  김장훈 “손가락질 받아도 기부 공개하겠다” 일간스포츠 2010년 12월 16일
13. ↑  김장훈 “얍삽한 일본, 문화적으로 독도 알려야” 반박 기자회견 입장표명 뉴스엔 2011년 3월 30일
14. ↑  “뉴라이트, 日돕지 않겠다는 김장훈 공개 비난…비판고조”. 뉴미디어 마이데일리. 2011년 4월 7일.
15. ↑  구남희 기자 (2009년 9월 7일). “'기부천사' 김장훈, 정치 잘할 것 같은 연예인 1위”. 아시아투데이. 2009년 12월 15일에 확인함.
16. ↑  조은영 기자 (2009년 11월 22일). “기부천사` 김장훈 대통령 표창 거절 "나보다 훌륭한 분 많아"”. 매일경제. 2009년 12월 15일에 확인함.
17. 1 2  '무릎팍도사' 출연 김장훈 "'라디오스타'엔 출연 안해" 왜? 한국경제 2007년 10월 4일
18. ↑  김장훈, 기내흡연부터 불법 다운로드ㆍ세월호 ‘어묵’까지...잇따른 구설수 곤욕
19. ↑  김장훈 ‘어묵 발언’ 일파만파… “세월호 농성 참여한 사람 맞나”
20. ↑  오픈넷 “김장훈 다운로드는 합법”…저작권법 설명 보니
21. ↑  “프로필, 실제 나이 다르다고 알려진 연예인 15명”. 위키트리. 2016년 12월 27일. 2017년 7월 9일에 확인함.